# 科诺瓦洛沃市镇
科诺瓦洛沃市镇（俄语：Коноваловское муниципальное образование）是俄罗斯联邦伊尔库茨克州巴拉甘斯克区所属的一个市镇。其下辖有2个居民点，行政中心为科诺瓦洛沃。据2016年统计，该市镇的人口为919人。